# جامع نمين
جامع نمين مرتبط بالقاجاريون، وفي شارع الإمام الخميني، ولا يصل إلى البازار.